# Kenneth Shelley
Kenneth Gene "Ken" Shelley (Downey, Califórnia, 4 de outubro de 1951) é um ex-patinador artístico americano. Ele conquistou com JoJo Starbuck duas medalhas de bronze em campeonatos mundiais e foi tricampeão do campeonato nacional americano. Starbuck e Shelley disputaram os Jogos Olímpicos de Inverno de 1968 e de 1972, terminando na 13.ª e 4.ª posições, respectivamente.
Shelley também competiu no individual masculino, e foi campeão do campeonato nacional americano em 1972.

## Principais resultados

### Individual masculino
| Jogos Olímpicos                                       |                   |                   | 4.º             |  |  |  |  |  |  |  |  |  |  |  |  |
| Campeonato Mundial                                    | 8.º               | 8.º               | 7.º             |  |  |  |  |  |  |  |  |  |  |  |  |
| Campeonato Norte-Americano                            |                   | Medalha de bronze |                 |  |  |  |  |  |  |  |  |  |  |  |  |
| Nacional                                              |                   |                   |                 |  |  |  |  |  |  |  |  |  |  |  |  |
| Campeonato dos Estados Unidos                         | Medalha de bronze | Medalha de prata  | Medalha de ouro |  |  |  |  |  |  |  |  |  |  |  |  |
|                                                       |                   |                   |                 |  |  |  |  |  |  |  |  |  |  |  |  |
| Legenda: Competição não foi disputada nesta temporada |                   |                   |                 |  |  |  |  |  |  |  |  |  |  |  |  |

### Duplas com JoJo Starbuck
| Jogos Olímpicos                                       |                 | 13.º              |                  |                 |                   | 4.º               |  |  |  |  |  |  |  |  |  |
| Campeonato Mundial                                    |                 | 11.º              | 6.º              | 5.º             | Medalha de bronze | Medalha de bronze |  |  |  |  |  |  |  |  |  |
| Campeonato Norte-Americano                            |                 |                   | Medalha de prata |                 | Medalha de ouro   |                   |  |  |  |  |  |  |  |  |  |
| Nacional                                              |                 |                   |                  |                 |                   |                   |  |  |  |  |  |  |  |  |  |
| Campeonato dos Estados Unidos                         |                 | Medalha de bronze | Medalha de prata | Medalha de ouro | Medalha de ouro   | Medalha de ouro   |  |  |  |  |  |  |  |  |  |
| Campeonato dos Estados Unidos – Júnior                | Medalha de ouro |                   |                  |                 |                   |                   |  |  |  |  |  |  |  |  |  |
|                                                       |                 |                   |                  |                 |                   |                   |  |  |  |  |  |  |  |  |  |
| Legenda: Competição não foi disputada nesta temporada |                 |                   |                  |                 |                   |                   |  |  |  |  |  |  |  |  |  |